# Phares de Nidingen (1834)
Les anciens phares de Nidingen (en suédois : Nidingens fyr) sont une paire de phares désactivés situés sur l'île de Nidingen, appartenant à la commune de Kungsbacka, dans le Comté de Halland (Suède).
Les anciens phares de Nidingen est inscrit au répertoire des sites et monuments historiques par la Direction nationale du patrimoine de Suède .

## Histoire
L'île de Nidingen est une île basse d'environ 1 km de long, situé dangereusement dans le Cattégat à environ 6 km du point le plus proche de la côte suédoise. C'est une réserve naturelle depuis 1980. On y trouve trois phares : 
- le phare oriental de Nidingen (1934-1946),
- le phare occidental de Nidingen (1934-1946),
- le nouveau phare de Nidingen (1946).

Une paire de phares jumeaux ont été construits entre 1832 et 1834. Ils ont été désactivés en 1946 à la mise en service du nouveau phare.

## Description
Le phare  est une tour octogonale en pierre de 19 mètres de haut, avec galerie et une lanterne, attachée à une maison de gardien. Le phare est non peint en blanc et le dôme de la lanterne est gris métallique.
Identifiant : ARLHS : SWE-288 ; SWE-428 .
|                   |
| L'île de Nidingen |

|                  |
| Les trois phares |

### Lien connexe
- Liste des phares de Suède